# Raimonda Gaetani
Raimonda Gaetani (nata Donna Raimonda Gaetani dell'Aquila d'Aragona; Napoli, 23 maggio 1942) è una scenografa e costumista italiana.

## Biografia
Raimonda Gaetani, figlia del Conte Don Roberto Gaetani dell'Aquila d'Aragona e di Nora Elisabetta Pattison - discendente di una famiglia di costruttori navali e ingegneri inglese - è nata e cresciuta a Napoli, dove ha studiato architettura. Attualmente vive tra Roma, Londra, Positano e la Toscana.

## Carriera
Gaetani ha iniziato la sua carriera lavorando come costumista per produzioni teatrali, spesso in associazione con registi italiani. Ha poi lavorato come scenografa, costumista e art director per il teatro, l'opera, il balletto e il cinema in tutto il mondo. I suoi bozzetti e costumi sono stati esposti in Italia e in Inghilterra.

### Teatro
Nel 1973 Gaetani disegnò i costumi per Sabato, domenica e lunedì di Eduardo De Filippo, all'Old Vic di Londra, per la regia di Franco Zeffirelli, con Laurence Olivier e Joan Plowright. Ancora per Zeffirelli ha disegnato scene e costumi per la produzione inglese della commedia Filumena Marturano di De Filippo al Lyric Theatre di Londra, e successivamente al Royal Theatre di Copenhagen e al National Theatre di Oslo.
Dal 1974 inizia a collaborare regolarmente con Eduardo De Filippo e per lui disegna scene e costumi per produzioni a Roma, Napoli e Firenze. Ha anche disegnato una serie di produzioni televisive di De Filippo, Scarpetta e Pirandello. Al National Theatre di Londra ha creato scenografie e costumi per Inner Voices con Ralph Richardson, diretto da Mike Ockrent. Sempre per Zeffirelli, al Teatro Greco di Taormina, ha disegnato i costumi per Sei personaggi in cerca d'autore di Pirandello.

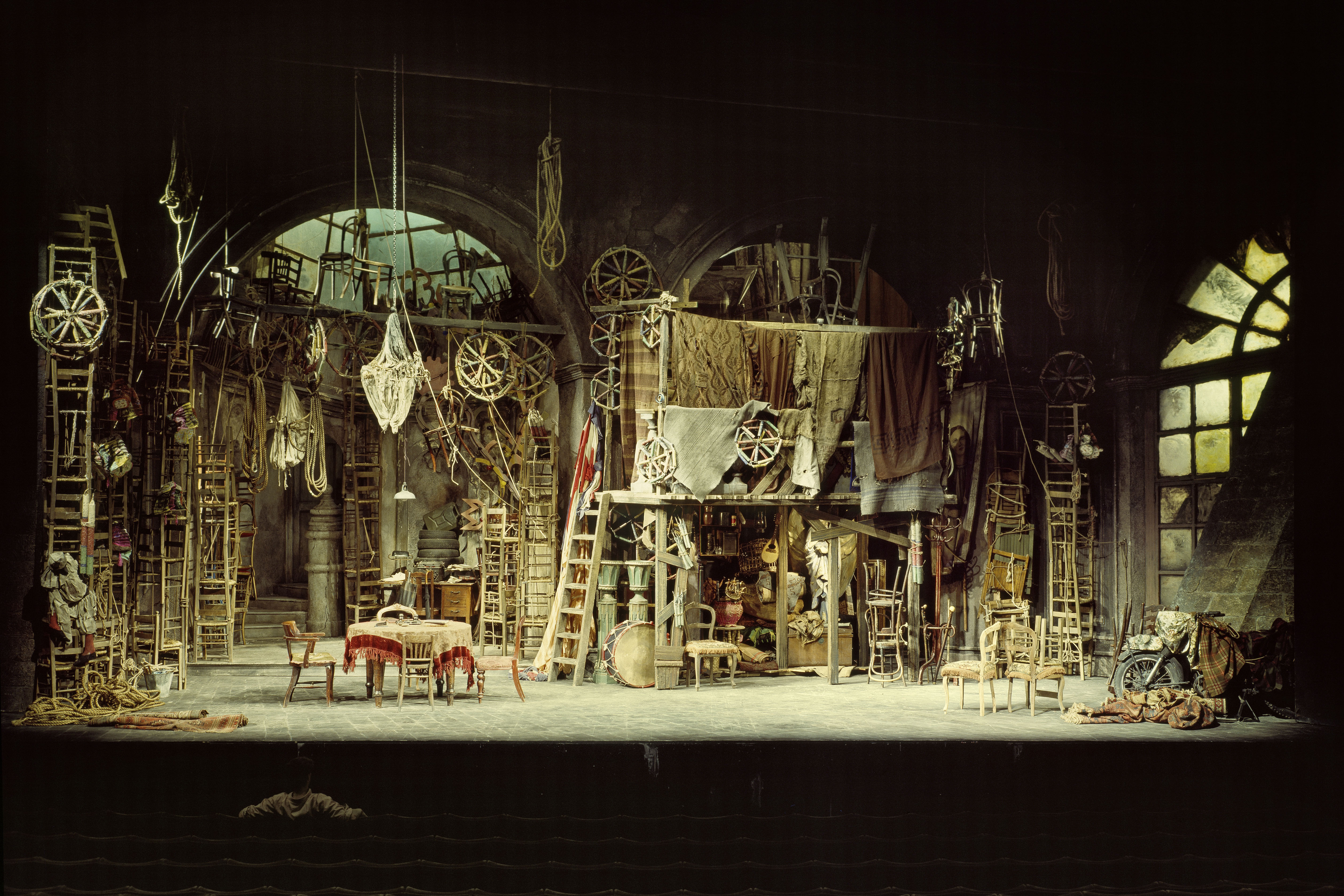
Inner Voices, National Theatre, 1973, Foto di scena Atto II © Group Three Photography, Hahnemuhle photo matt fiber 200 gsm, 50c35cm Courtesy of Archivio Raimonda Gaetani

Nel 1984 Gaetani ha disegnato i costumi di Spettri di Ibsen per la regia di Kirsten Sørlie al Rogaland Theatre in Norvegia, seguiti da Sabato, Domenica e Lunedì e La grande magia di De Filippo. Per il Teatro Nazionale di Bergen ha disegnato i costumi per il Don Giovanni, regia di Bentein Baardson, e per Bernarda Alba di Lorca. Nel 1999 realizza le scene e i costumi per Il suicida di N. Erdman a Bergamo. Nel 2003 ha disegnato i costumi per Absolutely!(Perhaps), un'opera di Luigi Pirandello, con Joan Plowright diretta da Franco Zeffirelli al Wyndham Theatre di Londra, per il quale ha ricevuto la nomination per il Laurence Olivier Award per i migliori costumi dell'anno. Ha lavorato con Luca De Filippo, disegnando varie opere teatrali di suo padre, Eduardo De Filippo, e anche Don Juan di Molière. La Grande Magia nel 2012. Nel 2016 Raimonda ha disegnato scene e costumi per Filumena diretto da Liliana Cavani per il Festival di Spoleto.

### Opera

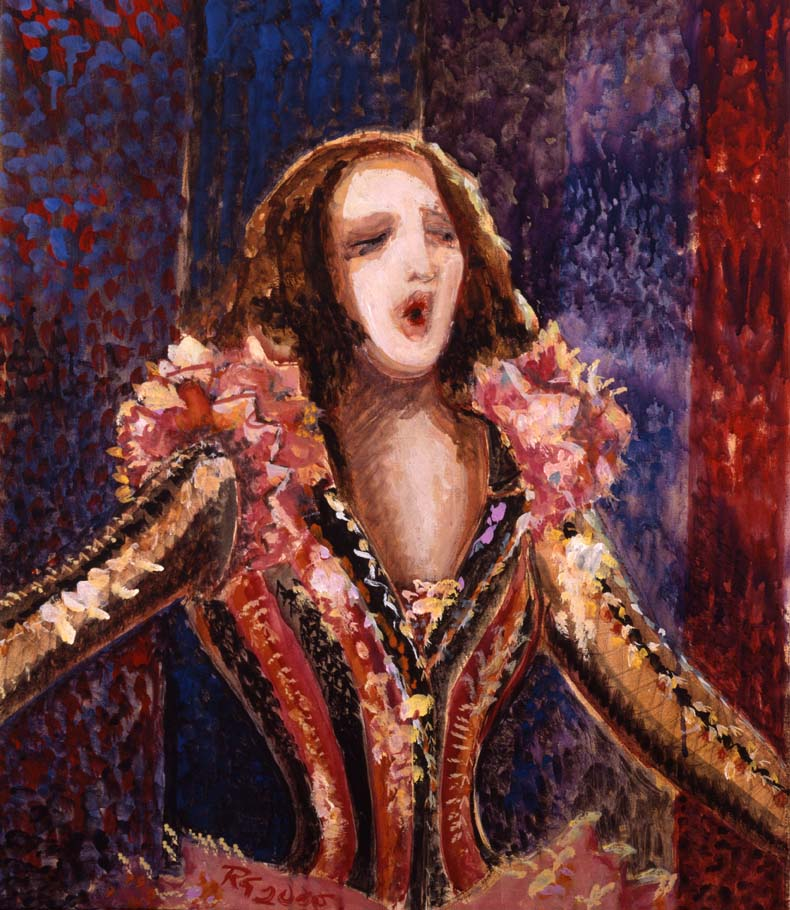
Cantante (I Pagliacci) 2006; Tempera e acrilico su tela cm 60x70; per gentile concessione dell'Archivio Raimonda Gaetani

Gaetani ha disegnato scene e costumi per varie produzioni dell'opera Pagliacci regia di Franco Zeffirelli, presentata per la prima volta a Leeds nel 1984 (Opera North), e poi a Roma (teatro dell'Opera, 1992) e a Washington (Kennedy Center, 1997) con protagonista Placido Domingo. Una nuova produzione di Pagliacci ha debuttato nel 2003 al Covent Garden, con Plácido Domingo e Angela Gheorghiu. Le seguenti produzioni sono state presentate ad Atene (2005, Herodeion, Festival di Atene), Mosca (Teatro del Cremlino, 2007), Genova (teatro Carlo Felice), Verona (teatro Filarmonico), Los Angeles (LA Opera, 2015) e Muscat (Royal Opera Casa, 2018). Gaetani ha anche disegnato scene e costumi per Cavalleria Rusticana (Opera Nord). Ha realizzato i costumi per La traviata al Metropolitan Opera House di New York (1998), al teatro de la Maestranza di Siviglia in Spagna (1999) e successivamente a Roma (2007) e Messina (teatro Vittorio Emanuele, 2018), sempre diretti di Zeffirelli. Suoi, inoltre, i costumi de Il trovatore all'Arena di Verona (2001, 2016).
Gaetani è stata molto attiva anche come costumista per il balletto. Ha realizzato i costumi per Esoterik Satie di Lorca Massine (teatro alla Scala di Milano), Pulcinella (teatro La Fenice di Venezia), Gaité Parisienne (teatro Garnier di Montecarlo), nonché una successiva edizione (2005) per il teatro Bolšoj di Mosca. Ha disegnato i costumi per Peer Gynt di Jamey Hampton (Grand Théâtre de Genève) e per Capriccio per pianoforte e orchestra di Igor' Stravinskij con le coreografie di Lorca Massine (Opera di Roma). Inoltre, ha lavorato come scenografa e costumista per il balletto Rajmonda (Roma Opera, 2008), per Maria Stuarda, l'ultima notte (2004), e per Lo schiaccianoci con Carla Fracci e diretto da Beppe Menegatti (Roma Opera, 2009).
Gaetani ha collaborato con illustri registi italiani, come Armando Pugliese, Carlo Cecchi, Enrico Maria Salerno e Mario Monicelli. Ha lavorato con Nando Scarfiotti nel film Avanti!, diretto da Billy Wilder, con Danilo Donati per Il Casanova di Federico Fellini (Oscar per i migliori costumi) diretto da Federico Fellini. Nel 1989 è la scenografa per lo speciale Leonardo 2000, una produzione sperimentale in SHOWSCAN diretto da Douglas Trumbull. È stata art director per Young Toscanini di Franco Zeffirelli con Elizabeth Taylor e per altri due film di Zeffirelli: Sparrow nel 1992 e Jane Eyre nel 1996. Raimonda Gaetani ha anche disegnato costumi per produzioni di registi stranieri come Kirsten Sørlie, Bentein Baardson, Mike Ockrent.

## Mostre
- 1995 Raimonda Gaetani. Il teatro di Eduardo, scenografie e bozzetti, Galleria Antonia Jannone, Milano[8]
- 2006 Raimonda Gaetani. Il teatro, la pittura, Galleria Il Gabbiano, Roma[9]
- 2018 Raimonda Gaetani for the English Stage, Istituto Italiano di Cultura, Londra.

Successivamente a tale mostra il Dipartimento per il Teatro e lo Spettacolo del Museo Victoria and Albert di Londra ha richiesto l'acquisizione delle opere di Raimonda Gaetani per il loro inserimento fra le collezioni dei suoi archivi.

## Curiosità
Alla famiglia materna è intitolata la prestigiosa Coppa Pattison, trofeo di canottaggio istituito a Napoli nel 1919 assegnato ogni anno al miglior equipaggio partenopeo esordiente nella "4 yole".